# Fears to Fathom
Fears to Fathom ist ein episodisches Horror-Computerspiel des Spieleentwicklers Rayll. Der erste Teil des aus der Egoperspektive gespielten Horrorspiels wurde im Juli 2021 für Windows veröffentlicht.

## Handlung
Da es sich bei Fears to Fathom um ein episodisches Horrorspiel handelt, das aus fünf bisher erschienenen Teilen besteht, muss die Handlung hinsichtlich der einzelnen Episoden betrachtet werden. 

### Home Alone
In der 2021 erschienenen ersten Episode schlüpft der Spieler in die Rolle des 14-jährigen Miles, dessen Eltern über das Wochenende aus beruflichen Gründen verreist sind. Nachdem er sich an seine Chemiehausaufgaben gesetzt hat und Lasagne zu Abend gegessen hat, schickt seine Mutter ihm ein beängstigendes Foto, welches die Nachbarin Paula aufgenommen hat. Es zeigt einen fremden Mann vor der Haustür von Miles Haus. Seine Mutter befiehlt ihm, alle Türen zu schließen und auf die Polizei zu warten.
Während sich Miles unter seinem Bett versteckt, hört er das Zerbrechen von Glas, gefolgt von wiederholtem Klingeln an der Haustür. Miles verlässt zögerlich sein Zimmer und sieht die Tür zum Schlafzimmer seiner Eltern offen stehen. Je nachdem, wie der Spieler hier interagiert, kann sich Miles entweder vor dem Einbrecher verstecken oder wird von diesem angegriffen.

### Norwood Hitchhike

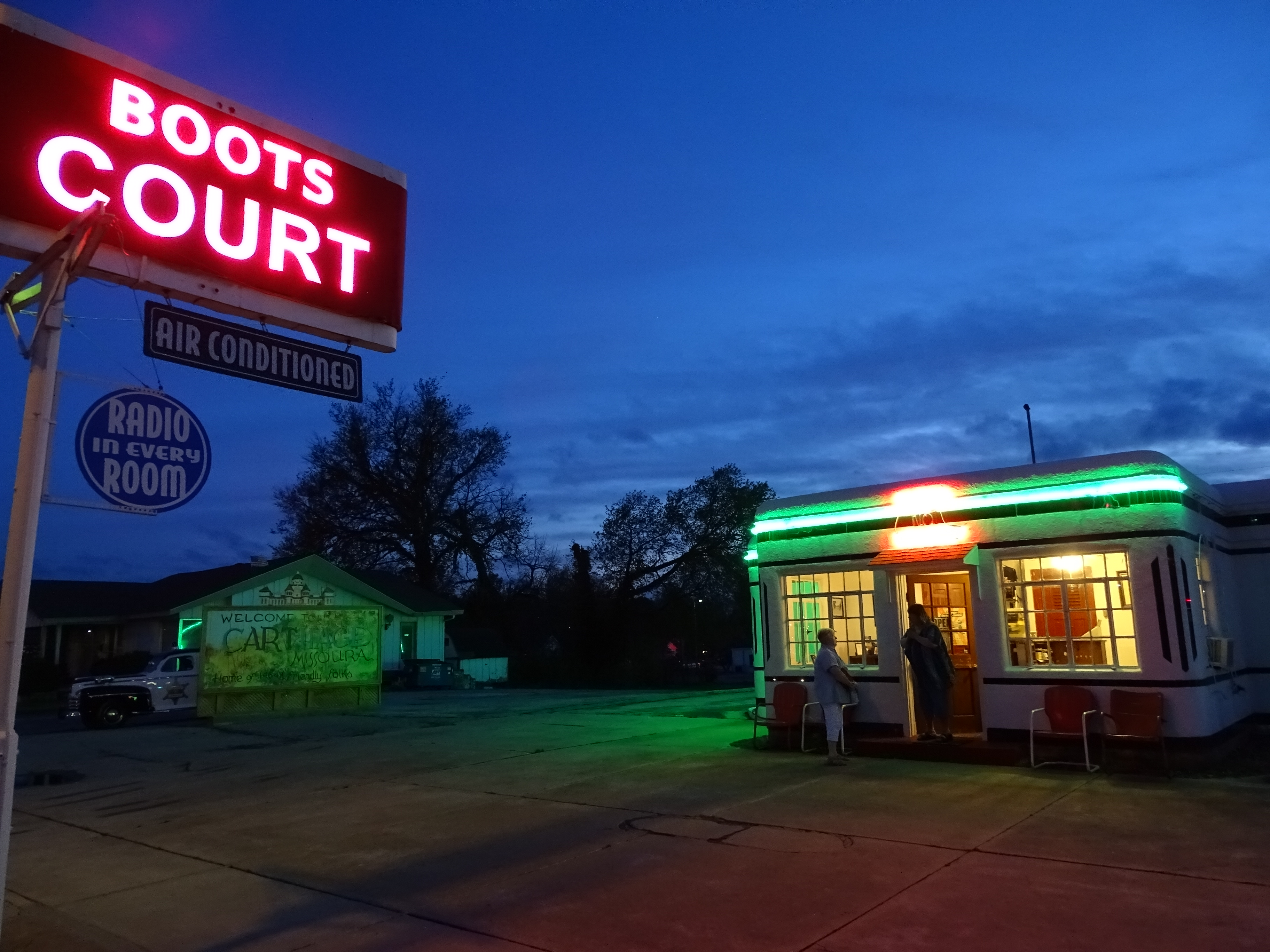
Motel mit Parkplatz. Die Protagonistin findet hier Unterschlupf nach ihrer Autopanne

In der zweiten Episode kehrt die 19-jährige Holly mit ihrem Auto von einer Videospiel-Convention nach Hause zurück. Dort kommt sie jedoch nicht an, da ihr Auto auf einer abgelegenen Strecke liegen bleibt. Sie ist darauf angewiesen, per Anhalter zu einem naheliegenden Motel zu fahren und dort zu übernachten. 
Nach verschiedenen Zwischenfällen im Motel klopft mitten in der Nacht ein fremder Mann an ihre Zimmertür. Der Spieler kann sich nun im Schrank verstecken, um auf Hilfe zu warten und den nächsten Morgen von dort zu verschwinden.

### Carson House
Der Protagonist der dritten Episode ist Noah, der zum Zeitpunkt des Geschehens 18 Jahre alt war. Er passt auf Anweisung seines Vaters auf das Haus von Roy Carson, einem Freund und Kunden seines Vaters, auf. Nachdem er den Hund Zeke gefüttert hat und einen Virus auf dem Computer beseitigt hat, macht er sich mit dem Fahrrad von Roys Sohn zu einem naheliegenden Shop auf, um Einkäufe für Roy zu erledigen. Dort angekommen trifft er zwei Kumpel, welche ihm mitteilen, dass seine Exfreundin kurz vor ihnen den Laden betreten hat.
Wieder im ‘‘Carson House’‘ angekommen, isst er Pizza und kehrt in das Büro zurück, um die Sicherheitskameras zu überprüfen. Als um 1:36 Uhr der Strom ausfällt, hört er den Hund draußen bellen und macht sich auf die Suche nach dem Stromkasten. Er erhält Nachrichten von einer unbekannten Person auf seinem Handy. Nachdem ein weiterer seltsamer Zwischenfall passiert, ist er von den Streichen seiner Kumpels genervt und teilt dies ihnen mit. Diese versichern ihm jedoch, dass sie damit nichts zu tun haben.
Bei einer erneuten Überprüfung der Sicherheitskameras sieht er eine Frau mit einem Küchenmesser im Flur stehen. Diese entpuppt sich als seine Exfreundin, welche plant, den Protagonisten und dessen Freundin umzubringen. Auch hier wirkt sich die weitere Handlung auf das Ende der Episode aus.

### Ironbark Lookout

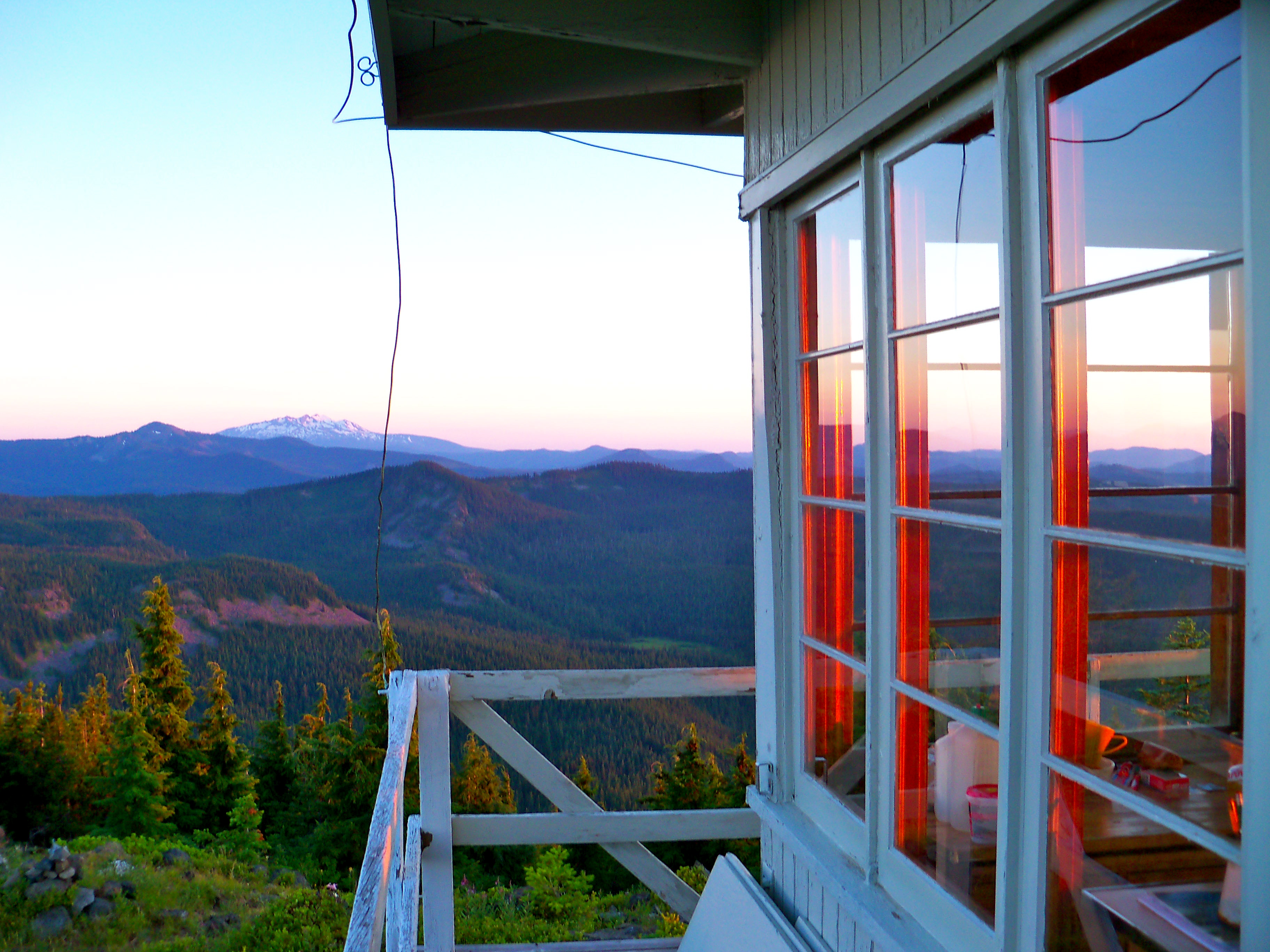
Feuerwachturm, ähnlich wie der Turm in Episode 4, in dem sich der Großteil der Episode abspielt

Der 24-jährige Jack arbeitet in der Sommersaison als Ranger im Ironbark State Park. Bei seiner Ankunft erfährt er von dem Verschwinden von drei Kindern. Der Chef des Parks weist ihm den Turm 11 zu und empfiehlt ihm, sich nicht zu weit von diesem zu entfernen. 
Jack muss jeden Tag die Wetterlage protokollieren und steht währenddessen in engem Kontakt zu Connor, dem Ranger von Turm 12. Nachdem sich bereits an Tag zwei ein Camper unerlaubt im Park niedergelassen hat, spitzt sich die Lage von Tag zu Tag zu. Mitten in der Nacht sieht Jack den Schatten einer Person mit Hörnern, welche nach ihrer Entdeckung flieht. Jack findet vor seiner Tür Kerzen und einen Hirschschädel.
Ein paar Nächte später berichtet Connor von einem illegalen Lagerfeuer, was in Jacks Zuständigkeitsbereich liegt und dieser sich es anschauen muss. Vom Turm aus sieht er, wie eine Sekte ein Feuer macht, um ein Ritual durchzuführen. Er fotografiert sie dabei, bemerkt jedoch zu spät, dass der Blitz bei der Aufnahme aktiviert war. Eines der Sektenmitglieder begibt sich sofort zum Turm, woraufhin sich Jack verstecken und fliehen muss, um lebend zu entkommen.

### Woodbury Getaway
Die 23-jährige Sydney plant einen Wochenendausflug mit ihren Freunden in Woodbury. Ihr Kumpel Mike holt sie von der Arbeit ab und sie fahren gemeinsam nach Woodbury. Über eine Textnachricht teilt ihre Freundin Nora den beiden mit, dass sie sich verspäten wird und etwas später dazustößt. Auf dem Weg nach Woodbury machen sie eine Pause bei einer Pizzeria, wo sie auf einen Tramper treffen. Da die beiden mit einem Zweisitzer unterwegs sind, können sie ihn nicht mitnehmen, woraufhin sich dieser sehr verärgert zeigt und Sydney als unfreundlich bezeichnet. Als Sydney und Mike in der Unterkunft ankommen, treffen sie in einem der Schlafzimmer einen Mann, der sich als der Vermieter vorstellt. Als sie nach dem Grund fragen, was er hier mache, meint er, das Waschbecken im Bad reparieren zu wollen. Nach dringlicher Bitte der beiden sie allein zu lassen, verlässt er schließlich widerwillig das Haus. Mike und Sydney gehen runter zum Bach, um sich Karpfen für ihr Abendessen zu angeln, danach spielen sie Brettspiele und Verstecken. Sydney erhält eine Nachricht von Nora, dass sich diese verfahren habe, woraufhin sich Mike auf den Weg macht, um sie abzuholen. Sydney versucht zu schlafen, wird jedoch in der Nacht vom Tramper geweckt, der an die Haustür klopft. Daraufhin gibt sie dem Vermieter per SMS von diesem Vorfall Bescheid. Sie weist ihn ab, wird jedoch in der Nacht ein zweites Mal geweckt, dieses Mal von dem angeblichen Vermieter. Es stellt sich heraus, dass es sich bei ihm nicht um Rick, den eigentlichen Vermieter handelt. Der echte Rick hat mittlerweile die Polizei verständigt. Mike und Nora treffen Sydney im Haus an, als sie die Tür eintreten, nachdem der Unbekannte die Klinke beschädigt hat und sie kann flüchten. 

## Spielprinzip und Technik
Die Besonderheit dieses episodischen Computerspiels besteht darin, dass die Geschichte der einzelnen Episoden auf wahren Begebenheiten basiert. 
Ab der zweiten Episode wurde der Zugriff auf das Mikrophon in das Gameplay integriert. So muss sich der Spieler beispielsweise im Schrank verstecken und leise sein, da er ansonsten die Aufmerksamkeit des Einbrechers erregen könnte.
Je nachdem, welche Aktionen der Spieler im Spiel durchführt, können unterschiedliche Enden eintreten.

## Rezeption
Fears to Fathom erhielt bei Metacritic für jede einzelne Episode eine separate Bewertung. Hierbei ist der Trend erkennbar, dass die durchschnittliche Bewertung mit zunehmender Episodenanzahl steigt. Während die erste Episode eine durchschnittliche Wertung von 7,1  erhielt, wurde die zuletzt veröffentlichte Episode im Durchschnitt mit einer 8,3 bewertet.
Bei IGN erzielten die einzelnen Episoden Wertungen zwischen 7,5 und 8,0.